# Bechermethode
Die Bechermethode ist eine Möglichkeit der künstlichen Befruchtung durch heterologe oder homologe Insemination. Sie stellt keine medizinische Maßnahme dar, um eine Schwangerschaft ohne vaginalen Geschlechtsverkehr herbeizuführen und unterfällt nicht dem Arztvorbehalt gem. § 9 Nr. 1 ESchG. Oftmals wird sie in häuslicher Atmosphäre durchgeführt und beruht auf einer Vereinbarung zwischen den beteiligten Erwachsenen (sog. konsentierte Insemination). Daher wird der Begriff Heiminsemination mitunter auch synonym zum Begriff Bechermethode verwendet, wenngleich theoretisch auch andere Verfahren privat durchgeführt werden können.

## Prinzip
Die Spermagewinnung erfolgt hierbei durch Masturbation eines Samenspenders – oftmals in einen Becher, woher der Name der Methode rührt. Der Samen soll baldmöglichst nach der Ejakulation in die Vagina eingeführt werden, da Spermien bei vertrocknender Samenflüssigkeit und bei Kälte innerhalb von wenigen Minuten absterben. Für die Aufbewahrung oder den Zwischentransport ist daher Körpertemperatur geeignet. Das Ejakulat wird schließlich mit einer Spritze oder Ähnlichem zunächst aufgesogen und anschließend – ähnlich dem vaginalen Geschlechtsverkehr – in die Vagina eingeführt und abgespritzt. Analog zur Zeugung per vaginalem Geschlechtsverkehr gilt auch bei der Bechermethode die Herbeiführung eines Orgasmus als zeugungsfördernd. Entscheidender ist jedoch der richtige Zeitpunkt: Die beste Empfängnisbereitschaft (Konzeptionsoptimum) wird zuvor durch einen LH-Test festgestellt (siehe auch Follikelsprung). Moderne Testsysteme messen zusätzlich den Östrogenspiegel und identifizieren dadurch schon früher und mehr fruchtbare Tage.

## Erfolgswahrscheinlichkeit
Es gibt zahlreiche Erfahrungsberichte, wonach mit dieser Methode erfolgreich Schwangerschaften herbeigeführt wurden. Es ist jedoch keine wissenschaftliche Studie bekannt, die bspw. eine Erfolgsquote pro Zyklus bei der Bechermethode gemessen hat. Auch das Verhältnis der Erfolgsquote zwischen Bechermethode und Geschlechtsverkehr ist wissenschaftlich nicht untersucht, wobei allgemein angenommen wird, dass die Bechermethode zumindest nicht effektiver zu einer Schwangerschaft führt als Geschlechtsverkehr.  Der niederländische Samenspender Ed Houben, der über 100 Kinder gezeugt hat, gibt an, dass mit der Bechermethode durchschnittlich etwa doppelt bis dreimal so viele Versuche notwendig sind wie mit der natürlichen Methode.
Die Wahrscheinlichkeit einer durch die Bechermethode herbeigeführten Schwangerschaft dürfte – wie bei der intrauterinen Insemination (IUI) und bei natürlicher Zeugung durch Geschlechtsverkehr – auch stark vom Alter der Frau abhängen, wobei die Erfolgswahrscheinlichkeit mit zunehmendem Alter sinkt.
Während bei der IUI die Werte von 3 % pro Zyklus (bei über 43-Jährigen) bis 20 % pro Zyklus (bei unter 25-Jährigen) schwanken, werden im Rahmen einer natürlichen Zeugung 86 % der unter 25-Jährigen, die regelmäßigen Geschlechtsverkehr haben und nicht verhüten, nach einem Jahr – also mutmaßlich 12–13 Zyklen – tatsächlich schwanger, während es bei 40–44-Jährigen nur noch 36 % und bei 45–49-Jährigen nur noch 5 % sind.

## Familienrechtliche Beziehung zum Kind

### Leiblicher Vater
Die Anerkennung der Vaterschaft des Samenspenders ist nur bei heterologer Verwendung einer Samenspende im Rahmen einer ärztlich unterstützten künstlichen Befruchtung in einem Kinderwunschzentrum ausgeschlossen (§ 1600d Abs. 4 BGB). Damit werden Männer, die mit ihrer Samenspende ersichtlich keinerlei elterliche Verantwortung für Kinder von ihnen regelmäßig unbekannten Paaren mit Kinderwunsch übernehmen wollen, von einer Inanspruchnahme als rechtlicher Vater freigestellt, insbesondere von unterhaltsrechtlichen Ansprüchen der mit einer Samenspende gezeugten Kinder. Die Kinder kommen auch nicht als gesetzliche Erben in Betracht.
§ 1600d Abs. 4 BGB gilt nicht in den Fällen einer nicht ärztlich unterstützten künstlichen Befruchtung, insbesondere mittels sog. Becherspende. Dem leiblichen Vater kann im Fall der privaten Samenspende außer der Vaterschaft auch ein Umgangsrecht mit dem Kind zustehen.
Die Vaterschaft eines nicht mit der Mutter verheirateten Samenspenders kann mittels Anerkennung der Vaterschaft durch den
Mann mit Zustimmung der Mutter erfolgen oder durch gerichtliche Feststellung (§ 1592 Nr. 2, Nr. 3, § 1594, § 1600d Abs. 1 BGB).
Das Kind kann die Vaterschaft nach § 1600 Abs. 1 Nr. 4, § 1600b BGB innerhalb einer Frist von 2 Jahren ab dem 18. Lebensjahr oder ab Kenntnis der Umstände, die gegen die (rechtliche) Vaterschaft sprechen, anfechten, etwa wenn tatsächlich ein anderer Mann sein biologischer Vater ist als derjenige, der die Vaterschaft freiwillig anerkannt hatte.
Hat der Ehemann der Mutter in die heterologe Insemination mittels Samenspende eines Dritten eingewilligt, sind weder er noch die Mutter anfechtungsberechtigt (§ 1600 Abs. 4 BGB).

### Leibliche Mutter
Nach der Geburt des Kindes ist die Frau, die das Kind geboren hat, rechtlich die Mutter des Kindes und grundsätzlich alleinsorgeberechtigt (§ 1591, § 1626a Abs. 3 BGB). Nachdem das Bundesverfassungsgericht im März 2019 den Ausschluss der Stiefkindadoption in nichtehelichen Familien als Verstoß gegen das allgemeine Gleichbehandlungsgebot beurteilt hatte, wurde zum 31. März 2020 mit einem Gesetz zur Umsetzung dieser Entscheidung in § 1766a BGB die Möglichkeit zur Annahme von Kindern des nichtehelichen Partners durch eine Person zugelassen, die mit dem Elternteil in einer verfestigten Lebensgemeinschaft lebt. Da auch gleichgeschlechtliche Paare in einer verfestigten Lebensgemeinschaft leben können, werden sie von der Neuregelung erfasst. Einer Einwilligung des Samenspenders in die Annahme gem. § 1747 Abs. 1 Satz 1 BGB bedarf es nicht, wenn sicher davon auszugehen ist, dass der Spender über die Geburt des Kindes informiert ist und auf sein Recht, die Stellung als Vater des Kindes einzunehmen, endgültig verzichtet hat.
Das OLG Celle hielt es im März 2021 für verfassungswidrig, dass es in § 1592 BGB jedoch keine Regelung für ein verheiratetes Frauen-Paar („Mit-Mutterschaft“) gibt und legte die Frage, ob § 1592 BGB mit Art. 6 Abs. 2, 6 Abs. 1, Art. 3 Abs. 1, Art. 2 Abs. 1 GG vereinbar ist, im Wege der konkreten Normenkontrolle dem Bundesverfassungsgericht zur Entscheidung vor.
Könnte eine Frau Mit-Mutter eines Kindes werden durch Eheschließung mit der Kindsmutter, durch „Mutter“schaftsanerkennung oder durch gerichtliche Feststellung, wäre eine Stiefkindadoption in derartigen Fällen künftig obsolet.

### Kinderwunschvereinbarungen
Private Samenspenden dienen meist dazu, die Kosten von medizinischen Maßnahmen zur künstlichen Herbeiführung einer Schwangerschaft zu umgehen. Die Rechtsfolgen sind im Gegensatz zu einer Kinderwunschbehandlung in einer medizinischen Einrichtung (Kinderwunschzentrum) gesetzlich nicht geregelt. Die rechtliche Elternstellung der Beteiligten (Spender und Wunscheltern) wird daher insbesondere bei einer  privaten Samenspende oft vertraglich  geregelt und aus Gründen der Rechtssicherheit freiwillig notariell beurkundet.
Das Recht auf Kenntnis der eigenen Abstammung wird seit dem 1. Juli 2018 für Kinder, die durch heterologe Verwendung von Samen bei einer ärztlich unterstützten künstlichen Befruchtung  gezeugt worden sind, durch das Gesetz zur Regelung des Rechts auf Kenntnis der Abstammung bei heterologer Verwendung von Samen gewährleistet. Personen, die vermuten, auf diese Weise gezeugt worden zu sein, haben gegenüber dem Bundesinstitut für Arzneimittel und Medizinprodukte einen Anspruch auf Auskunft aus dem dort geführten Samenspenderregister. 
Um dieses Recht auch im Fall einer heterologen Verwendung von Samen bei einer privaten Samenspende zu wahren, bei der die personenbezogenen Daten des Spenders nicht zentral registriert werden, darf eine privatrechtliche Vereinbarung dem Spender keine Anonymität zusichern. Dies wäre ein unzulässiger Vertrag zu Lasten Dritter.
Aufgrund einer Einwilligung von Wunschvater und Mutter in die künstliche Befruchtung mittels Samenspende eines Dritten (§ 1600 Abs. 4 BGB) wird in den Vertrag häufig eine Verpflichtung zur Anerkennung der Vaterschaft (§ 1592 Nr. 2 BGB) bzw. zur Durchführung einer Stiefkindadoption durch den Wunschelternteil (§ 1766a BGB) aufgenommen. Der Spender kann auf eine Beteiligung am Adoptionsverfahren wirksam verzichten.
Ein Unterhaltsverzicht der Mutter für das Kind ist gem. § 1614 Abs. 1 BGB rechtlich unwirksam. Der Wunschvater bzw. die Partnerin der Mutter  kann sich gegenüber der Mutter aber zum Kindesunterhalt verpflichten. Der Bundesgerichtshof (BGH) nimmt bei Erklärung der Einwilligung nach § 1600 Abs. 4 BGB zugleich einen konkludenten  Vertrag zugunsten Dritter mit der Begründung eines vertraglichen Unterhaltsanspruchs des Kindes gegenüber dem Wunschelternteil an.
Dem Spender kann auch ein Umgangsrecht mit seinem leiblichen Kind eingeräumt werden (§ 1686a BGB).